# ФК Пролетер Мезграја
ФК Мезграја је фудбалски клуб из Мезграје, Ниш, Србија. Такмичи се у Првој Нишкој лиги.

## Историја клуба
Клуб је основан 1936.